# Institut archéologique liégeois
L'Institut archéologique liégeois (IAL) est une association liégeoise fondée le 4 avril 1850 afin de « rechercher,  rassembler et conserver les œuvres d’art et les monuments archéologiques que  renferme la province » par des érudits liégeois, archéologues, historiens et architectes. Elle a son siège au sein du Palais Curtius situé dans le quartier Féronstrée et Hors-Château.

## Historique
L'institut est fondé le 4 avril 1850 dans les locaux de la Société d'Émulation par Adolphe Borgnet, Jean-Henri Bormans, Ulysse et Félix Capitaine, Léon de Closset, A. J. Delahaye, Jean-Charles Delsaux, Louis Fabry-Rossius, Charles et Joseph Grandgagnage, Ferdinant Henaux,   Mathieu-Lambert Polain, Edmond de Sélys Longchamps et Charles du Vivier de Streel sous la présidence d'Albert d'Otreppe de Bouvette.

### Liste des présidents
- 1850 - .... : Albert d'Otreppe de Bouvette
- 1939 - 1944 : Édouard Poncelet
- .... - .... : Daniel Jozic

### Liste des conservateurs
- 1850 - 1855 : Jean-Charles Delsaux
- 1855 - 1856 : Gustave Hagemans
- 1857 - 1862 : Jules Helbig
- 1862 - 1910 : Joseph Alexandre
- 1910 - 1932 : Jean Servais
- 1932 - 1950 : Hélène Van Heule
- 1950 - 1983 : Joseph Philippe

- 1983 - 1998 : Luc Engen
- 1999 - 2007 : Ann Chevalier
- 2007 -  : Luc Engen

## Publications

### Bulletin
À partir de 1852, l'Institut publie le Bulletin de l'institut archéologique liégeois (BIAL).

### Chronique
Les chroniques ont paru de 1906 à 2007 sous trois intitulés différents :
- Chronique archéologique du pays de Liège (1906-1970)
- Chroniques liégeoises (1996-1997)
- Chroniques d'archéologie et d'histoire du pays de Liège (1998-2007)